# North Madison (Ohio)
North Madison es un lugar designado por el censo ubicado en el condado de Lake en el estado estadounidense de Ohio. En el Censo de 2010 tenía una población de 8547 habitantes y una densidad poblacional de 844,64 personas por km².

## Geografía
North Madison se encuentra ubicado en las coordenadas 41°49′47″N 81°3′4″O / 41.82972, -81.05111. Según la Oficina del Censo de los Estados Unidos, North Madison tiene una superficie total de 10.12 km², de la cual 10.12 km² corresponden a tierra firme y (0%) 0 km² es agua.

## Demografía
Según el censo de 2010, había 8547 personas residiendo en North Madison. La densidad de población era de 844,64 hab./km². De los 8547 habitantes, North Madison estaba compuesto por el 97.25% blancos, el 0.5% eran afroamericanos, el 0.25% eran amerindios, el 0.4% eran asiáticos, el 0.02% eran isleños del Pacífico, el 0.4% eran de otras razas y el 1.18% pertenecían a dos o más razas. Del total de la población el 1.83% eran hispanos o latinos de cualquier raza.